# Gorman Crags
Die Gorman Crags sind ein durch Felsvorsprünge gekennzeichneter Gebirgskamm mit ostwestlicher Ausrichtung im ostantarktischen Mac-Robertson-Land. In den Prince Charles Mountains ragt er rund 8 km östlich des Husky Dome auf.
Luftaufnahmen der Australian National Antarctic Research Expeditions aus dem Jahr 1960 dienten seiner Kartierung. Das Antarctic Names Committee of Australia benannte ihn nach Christopher A. J. Gorman, beaufsichtigender Techniker für den Funkverkehr auf der Wilkes-Station im Jahr 1962.